# SS Lamoricière
SS Lamoricière — французский пассажирский лайнер, принадлежавший судоходной компании Compagnie Générale Transatlantique. Судно было названо в честь французского генерала Луи Жюшо де Ламорисьера.

## Общая информация
Судно было построено в доке Low Walker на верфях Swan, Hunter & Wigham Richardson в Уолсенд, пригороде северного английского города Ньюкасл-апон-Тайн. Стальной корпус судна имел длину 112,72 метра и ширину 15,24 метра. Lamoricière был оснащен четырёхцилиндровым паровым двигателем тройного расширения и двумя турбинами, которые обладали мощностью до 8000 л. с. и позволяли развивать скорость 18,5 узлов. Судно было оснащено тремя гребными винтами, двумя дымовыми трубами и двумя мачтами.
Lamoricière был спущен на воду 20 мая 1920 года на реке Тайн. Он был назван в честь французского государственного деятеля Луи Жюшо де Ламорисьера (1806—1865). Достройка парохода была завершена в январе 1921 года. В следующем месяце пароход отправился в свой первый рейс. Конфигурация салона на момент вступления судна в строй включала шесть люксов, 106 спальных мест первого класса, 116 коек второго класса и 132 спальных места третьего класса. Вместимость трюма — 2100 кубометров.
Судно принадлежало Compagnie Générale Transatlantique, одной из крупнейших французских судоходных компаний, базирующейся в Париже. Lamoricière действовал как пассажирское и грузовое судно между своим портом приписки Марсель и портами тогдашней французской колонии Алжир.
Из-за нехватки топлива вследствие войны, в 1940 году судно было переведено с мазута на уголь. Это, а также низкое качество доступного угля снизили производительность машины — скорость парохода с 18 узлов упала до 10.

## Последний рейс
Во вторник, 6 января 1942 года, Lamoricière покинул Алжир около 17:00 и направился в Марсель. На борту находились 122 члена экипажа и 272 пассажира, всего 394 человека. Среди пассажиров было 88 солдат. Командовал 48-летний капитан Жозеф Огюст Мари Миллиассо, который служил в торговом флоте с 1914 года и командовал Lamoricière с 1937 года. Вечером 7 января в 22:54 радист Лежан получил экстренный вызов с грузового судна Jumières, принадлежащего французской компании Worms & Cie., перевозившего груз угля и цемента:

"Серьезная авария. Не могу больше держать курс. Трюм под водой. Положение 40 ° 25N 4 ° 25E "
Эта точка находилась недалеко от курса Lamoricière, поэтому капитан Миллиассо решил прийти на помощь терпящему бедствие грузовому судну. Lamoricière ничего не мог сделать для Jumières — судно затонуло со всеми 19 членами экипажа на борту до прибытия лайнера.
Тем временем Lamoricière к северу от Балеарских островов попал в сильный шторм. Старому пароходу пришлось бороться с ураганными ветрами и открытым морем. Поскольку запасы угля были на исходе, во второй половине дня 8 января капитан Миллиассо решил повернуть на юг и увести корабль с подветренной стороны от Менорки, чтобы дождаться, пока утихнет шторм в укрытии острова. В 3 часа дня он изменил курс, но мощность двигателя была недостаточной, поэтому Lamoricière развернуло бортом. Давление ветра и волн заставило его крениться, и вода проникла через люки левого порта, которые быстро достигли котельных. Насосы не справлялись с поступающим количеством воды, так что через короткое время двигатели вышли из строя, и пароход не смог маневрировать в море.
В 17.10 было отправлено следующее радиосообщение:

Не могу больше держать курс. Не могу маневрировать. Котельные заполняет вода. Четыре котла вышли из строя. Подготовьте средства спасения. Срочно нужен корабль, который при необходимости может нас буксировать. Примерное местонахождение 40.38N 04.38E. Предполагаемый дрейф на SSE три узла. Миллиассо.
В ночь на пятницу, 9 января, были предприняты попытки уменьшить крен за счет перемещения груза. В 9 ч. 15 м в поле зрения появился Gouverneur Général Gueydon, который также принадлежал Compagnie Générale Transatlantique. Однако, несмотря на несколько попыток, ему не удалось взять Lamoricière на буксир. Через полчаса капитан Миллиассо приказал покинуть корабль и подготовить к спуску спасательные шлюпки. В первую подготовленную к спуску шлюпку была посажена группа из 16 детей, которые возвращались домой из поездки в Алжир, куда так же поместились двое сопровождавших их медсестёр из Красного Креста. Чтобы успокоить детей, воспитатели запели. Прежде чем лодка достигла поверхности воды, её подхватила волна и шлюпка опрокинулась. Все находившиеся в ней упали в море, и только двое детей были спасены. В результате остальные пассажиры отказались заходить в спасательные шлюпки.
В 12:35 Lamoricière вышел на позицию 40 ° 0 ′ 0 ″ N, 4 ° 22 ′ 0 ″ E к северо-востоку от Менорки. Все ещё бушевавший шторм затруднял спасение пассажиров и команды парохода. Gouverneur Général Gueydon, который все ещё находился поблизости, спас 55 человек из мутной воды. Gouverneur Général Chanzy, ещё один корабль Compagnie Générale Transatlantique, прибывший к месту происшествия, взял на борт ещё 25 человек. Буксир Obstiné компании Compagnie Chambon прибыл на место аварии около 16:00 и смог спасти 13 выживших со спасательного плота. Эти 93 человека были единственными выжившими в катастрофе. 301 пассажир и член экипажа погибли. Среди погибших были польские криптоаналитики Ян Гралинский, Петр Смоленский и Ежи Ружицкий.

## Последующие события
Окончательные причины гибели Lamoricière не удалось установить. В ходе судебного процесса, проходившего в 1950-е, среди прочего, выдвигалось подозрение, что неизвестная подводная лодка заметила и атаковала Lamoricière в его опасном положении. Однако подтверждений этому не нашлось. Другая теория основана на столкновении с подводным объектом, из-за которого образовалась пробоина. Официальное расследование в качестве основных причин аварии назвало сильный шторм, изменение курса на оказание помощи Jumières, а также недостаточное качество и количество угля. Судебное же решение было таковым — на 4/5 крушение произошло из-за шторма и на 1/5 из-за неудовлетворительного состояния судна. Такое распределение вины и, следовательно, ущерба называется принципом Ламорисьера.
Обломки Lamoricière были обнаружены только в мае 2008 года испанско-итальянской командой дайверов. Останки судна находятся к северо-востоку от Менорки, примерно в шести морских милях от мыса Фавариткс на глубине 156 метров.